# Châteauneuf-de-Chabre
Châteauneuf-de-Chabre is een plaats en voormalige gemeente in het Franse departement Hautes-Alpes in de regio Provence-Alpes-Côte d'Azur.

## Geschiedenis
De gemeente maakte deel uit van het kanton Ribiers totdat dit op 22 maart 2015 werd opgeheven en de gemeenten werden opgenomen in het kanton Laragne-Montéglin. Châteauneuf-de-Chabre fuseerde op 1 januari 2016 met Antonaves en Ribiers tot de commune nouvelle Val Buëch-Méouge, die deel uitmaakt van het arrondissement Gap.

## Geografie
De oppervlakte van Châteauneuf-de-Chabre bedraagt 23,8 km², de bevolkingsdichtheid is 12,5 inwoners per km².
De onderstaande kaart toont de ligging van Châteauneuf-de-Chabre met de belangrijkste infrastructuur en aangrenzende gemeenten.

## Demografie
Onderstaande figuur toont het verloop van het inwonertal.
Vanwege een beveiligingsprobleem met de MediaWiki Graph-software is het momenteel niet mogelijk deze grafiek weer te geven. Zodra de software is bijgewerkt zal de grafiek vanzelf weer zichtbaar worden.